# Manfred Hofmann (Autor)

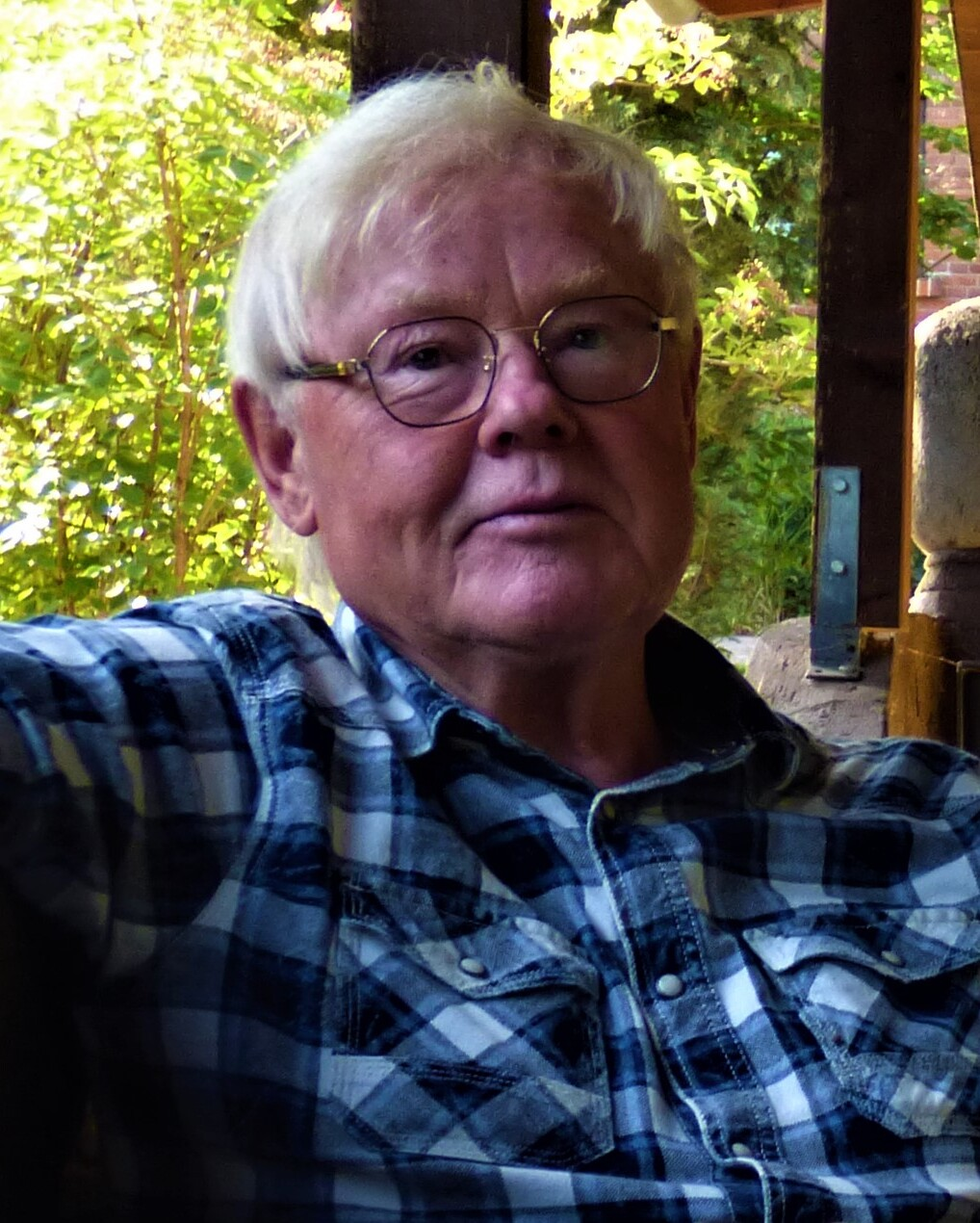
Manfred Hofmann (2022)

Manfred J. Hofmann (* 1949 in Jena) ist ein deutscher Autor und Publizist.

## Werdegang
Nach Abschluss der Polytechnischen Oberschule besuchte Manfred Hofmann die Spezialschule für Musik in Weimar-Belvedere. Im Fernstudium an der Bezirksmusikschule Gera wurde er Musikerzieher im Nebenberuf und unterrichtete einige Jahre Trompete an der Volkskunstschule Jena.
Parallel absolvierte Hofmann die Berufsausbildung zum Facharbeiter als Baumaschinist sowie die Qualifizierung zum Meister der sozialistischen Industrie, Fachgebiet Straßenbau. Anschließend war er – bis auf eine dreijährige Unterbrechung – für Straßenbauämter in Jena und im Landkreis Weimarer Land tätig.
Von 1985 bis 1987 war Manfred J. Hofmann für den VEB Apoldaer Glockengießerei (die zwangsverstaatlichte Glockengießerei Schilling) als Glockengießer tätig.
Die Eheleute Manfred und Helga Hofmann, langjährige Sängerin im von Georg Christoph Biller gegründeten Leipziger Vokalkreis/Leipziger Vocalensemble, sind in Naumburg (Saale) zu Hause; sie bringt seine Buchprojekte in computergerechtes Format. 2014 erschien die erste Publikation.

## Zeitungsbeitrag
- Constanze Matthes: Musik: Ein Genie und ein Freund – Naumburger Manfred J. Hofmann schreibt mit seiner Frau ein Buch über den Thomaskantor Georg Christoph Biller. Naumburger Tageblatt, 23. September 2022, Seite 17

## Publikationen
- Manfred J. Hofmann: Georg Christoph Biller – Erinnerungen und Reflexionen. 206 Seiten, BoD Norderstedt 2022, ISBN 9783756879182
- Manfred J. Hofmann: Georg Christoph Biller – Zu Füßen Bachs. J. G. Seume, Saarbrücken 2022, ISBN 978-3-9818850-8-8 (Mit einem Vorwort von Ton Koopman und zahlreichen Beiträgen von Freunden und Weggefährten; Seume-Reihe Seume Passagen, 248 Seiten).
- Manfred J. Hofmann: Yogi – der Blitzbratscher. Leben eines Pechvogels. Nimia, Leipzig 2019, ISBN 978-3-944950-09-9 (Buch über Leipzigs Stadtoriginal Eberhard Friedrich, 344 Seiten).[2]
- Manfred Hofmann: Die Apoldaer Glockengießerei – Alte und neue Geheimnisse. Wartburg-Verlag, Weimar 2014, ISBN 978-3-86160-415-0 (Mit einem Beitrag von Margarete Schilling; 208 Seiten).